# 유권자의 날
유권자의 날은 선거의 의미를 되새기고 투표참여를 독려하기 위해 2012년 중앙선거관리위원회에서 제정한 대한민국의 기념일로, (2012년부터) 매년 5월 10일이다.